# 石川県道105号松任鶴来線
石川県道105号松任鶴来線（いしかわけんどう105ごう まっとうつるぎせん）は、石川県白山市内を通る一般県道（石川県道）である。

## 概要
- 起点：石川県白山市八ツ矢町618番地先（＝旧松任警察署前交差点・石川県道291号三日市松任線交点）
- 終点：石川県白山市鶴来大国町西67番地先（＝天狗橋交差点・石川県道4号小松鶴来線交点）

白山市の松任地区と、同市鶴来地区を結ぶ。当県道の全体の大部分が石川県道8号松任宇ノ気線と石川県道22号金沢小松線、石川県道103号鶴来水島美川線とそれぞれ重複している。そのため、単独区間は、白山市行町交差点から同市明島町地内と、西鶴交差点から天狗橋交差点の約3.7kmしかない。
白山市明島（あからじま）町の明島町交差点から終点の同市鶴来大国町の天狗橋交差点に至る区間は、国道157号鶴来バイパスと並行している。当県道と国道157号との間は近接している上、建築物があまり建っていないため、この区間は互いの道路状況を見ることができる。

## 現況
重複区間も含む全区間、両側2車線（片側1車線）の幅員があるが、白山市木津町内や同市日向町内では一部幅員が狭小な部分もある。また、同市日向町の集落内を除いて、歩道も設置されている。実延長3,731mのうちの約69.3％にあたる2,589mには地下水を水源とする融雪装置が設置されている。重複区間内の大半の区間にも設置されている。

## 歴史
- 1960年（昭和35年）10月15日：路線認定。
- 2012年（平成24年）4月21日：金沢外環状道路海側幹線の開通に伴い、八ツ矢町交差点 - 徳丸南交差点が単独認定区間となるが、県道標識や案内標識での表示は一切設けられていない。

## 接続道路
- 石川県道8号松任宇ノ気線、石川県道291号三日市松任線（白山市八ツ矢町・旧松任警察署前交差点：起点）
- 石川県道190号矢作松任線（白山市布市町・布市交差点）
- 国道8号（国道305号重複）（白山市徳丸町・徳丸南交差点）
- 石川県道189号額谷三浦線（白山市三浦町）
- 石川県道184号松本木津線（白山市木津町・木津北交差点）
- 石川県道8号松任宇ノ気線、石川県道22号金沢小松線、加賀産業開発道路（白山市木津町・木津交差点）
- 石川県道22号金沢小松線、石川県道58号鶴来美川インター線（白山市行町・行町交差点）
- 国道157号（白山市明島町・明島町交差点）
- 石川県道103号鶴来水島美川線（白山市明島町）
- 石川県道4号小松鶴来線（白山市大国町・天狗橋交差点：終点）

## 重複区間
- 石川県道8号松任宇ノ気線（白山市八ツ矢町：起点 - 同市木津町・木津交差点）
- 石川県道22号金沢小松線（白山市木津町・木津交差点 - 同市行町・行町交差点）
- 石川県道103号鶴来水島美川線（白山市明島町 - 同市大国町・西鶴交差点）

## 道路の通称
- 恵比寿通り（白山市八ツ矢町：起点 - 同市徳丸町・徳丸南交差点）

## 通過する自治体
- 石川県
  - 白山市

## 周辺
- 松任郵便局
- 若宮八幡宮
- 石川県立翠星高等学校
- フェアモール松任
- 白山石川広域事務組合 松任消防署
- 北陸鉄道 南部営業所
- 日向団地（新興住宅地）
- 森島団地（新興住宅地）
- 白山市鶴来浄化センター
- 石川県立鶴来高等学校
- 白山郷運動公園
- 北陸鉄道石川線 鶴来駅
- 七ヶ用水
- 手取川

## バス路線
- 北鉄白山バス
  - 鶴来線（布市交差点 - 若宮町 - 白山郷公園前 - 天狗橋交差点）
  - 白山線（徳丸南交差点 - 翠星高校 - 白山郷公園前 - 天狗橋交差点）
- 白山市コミュニティバス「めぐーる」（松任地区）
  - 東コース（徳丸南交差点 - 翠星高校 - 三幸）

他にも、「つるぎふれあい巡回バス」の舘畑線が一部の区間で運行している。